# الحزب الديمقراطي (ليبيا)
الحزب الديمقراطي في ليبيا هو حزب سياسي أسسته الحملة الليبية للحرية والديمقراطية في 14 يوليو عام 2011 لتمثيل تطلعات الشعب الليبي في مرحلة ما بعد القذافي وفي انتخابات ما بعد المجلس الوطني الانتقالي.

## الأيدولوجية
عقيدة الحزب الديمقراطي الليبي هي العلمانية والليبرالية. ويشترك في معظم ساياساته مع سابقه، مثل دعم المجلس الوطني الانتقالي فقط باعتباره وسيلة مفيدة للمساعدة في عملية الانتقال الديمقراطي، ولكن مشيرًا إلى أن -المجلس الوطني الانتقالي- لا يملك الشرعية القانونية,
ويجب أن تشرف على الانتقال الديمقراطي في ليبيا لجنة من الأمم المتحدة على غرار لجنة أدريان بلت التي أشرفت على استقلال ليبيا في نهاية الحرب العالمية الثانية.
لدى الحزب عدة نقاط موالية للصهيونية مثل الاعتراف بإسرائيل كما أنه يدعم حرية عودة اليهود الليبيين. يدعم الحزب الديمقراطي أيضًا الفصل بين الدين والدولة مع حرية الاعتقاد واحترام جميع الأديان. باعتبارها أفضل وسيلة لمجابهة الإصولية الإسلامية وتنظيم القاعدة.
ويعمل الحزب حاليًا مع العديد من خلايا التفكير مثل نادي مدريد ومؤسسة غورباتشوف ومؤسسة وستمنستر للديمقراطية من أجل تحقيق أهدافه.

## وصلات خارجية
- Official Website